# Mireille Perrey
Pour les articles homonymes, voir Perrey.
Mireille Perrey, née Camille Perret, le 3 février 1904 à Bordeaux et morte le 8 mai 1991 à Fontainebleau, est une actrice française.

## Biographie
Après avoir étudié le violon au conservatoire de Toulouse, elle vient à Paris suivre les cours du Conservatoire d'art dramatique où elle obtient un premier prix de comédie en 1926. Elle est alors engagée à l'Odéon.
Elle fait partie de la troupe de la Comédie-Française de 1942 à 1947.
Elle est inhumée au cimetière parisien d'Ivry.

## Filmographie

### Cinéma
- 1931 : Pas sur la bouche de Nicolas Rimsky et Nicolas Evreïnoff : Gilberte Valaudray
- 1931 : Je serai seule après minuit de Jacques de Baroncelli : Monique Argilliers
- 1933 : Le Chasseur de chez Maxim's de Karl Anton : Totoche
- 1934 : L'École des contribuables de René Guissart : Juliette Valtier
- 1934 : Dédé de René Guissart : Odette Chausson
- 1935 : Juanita de Pierre Caron : Juanita, la jolie tzigane
- 1935 : Jim la Houlette de André Berthomieu : Pauline Bretonneau
- 1936 : La Souris bleue de Pierre-Jean Ducis
- 1936 : L'Amant de Madame Vidal de André Berthomieu : Françoise Chamy
- 1936 : Les Petites Alliées de Jean Dréville : Mandarine
- 1937 : Mon député et sa femme de Maurice Cammage : La baronne de La Carbonnière
- 1937 : La Fessée de Pierre Caron : Hermine Chanchois
- 1937 : Aventure hawaïenne de Raymond Leboursier - court métrage -
- 1938 : Éducation de Prince d'Alexandre Esway : Gisèle Béryl
- 1938 : Une java de Claude Orval : Marie Cerval
- 1939 : Nadia la femme traquée de Claude Orval : Nadia
- 1943 : Jeannou de Léon Poirier : Conchita de Cantagril
- 1945 : Patrie de Louis Daquin : Catherine Jonas
- 1947 : Cœur de coq de Maurice Cloche
- 1948 : Docteur Laënnec de Maurice Cloche : Jacquemine d'Argout-Laennec
- 1949 : Toâ de Sacha Guitry : Françoise
- 1949 : Miquette et sa mère d'Henri-Georges Clouzot : Mme veuve Hermine Grandier
- 1950 : Le Rosier de Madame Husson de Jean Boyer : La comtesse de Blonville
- 1950 : Meurtres ? de Richard Pottier : Blanche Annequin
- 1951 : Les Maîtres nageurs d'Henri Lepage : Hélène marchand
- 1951 : Knock de Guy Lefranc : Mme Rémy, la patronne de l'hôtel
- 1951 : Hotel Sahara de Ken Annakin : Mme Pallas
- 1951 : L'Amour, Madame de Gilles Grangier : Mme Célerier
- 1953 : Carnaval de Henri Verneuil : Isabelle
- 1953 : Madame de... de Max Ophüls : La nourrice
- 1954 : Adam est... Ève de René Gaveau : Mme Corinne
- 1955 : Villa sans souci de Maurice Labro : Mme Legardon
- 1955 : Tant qu'il y aura des femmes d'Edmond T. Gréville : Juliette Mithrouad
- 1956 : L'Homme à l'imperméable de Julien Duvivier : Marguerite Constantin
- 1957 : Donnez-moi ma chance de Léonide Moguy : Mme Noblet
- 1958 : Prisons de femmes de Maurice Cloche : Mme Vertin, la mère de René
- 1959 : La Jument verte de Claude Autant-Lara : Mme Haudouin, la mère d'Honoré
- 1960 : Certains l'aiment froide ou Les râleurs font leur beurre de Jean Bastia : La mère
- 1960 : Les Mains d'Orlac d'Edmond T. Gréville : Mme Aliberti
- 1961 : Le Tracassin ou les plaisirs de la ville de Alex Joffé : La patronne du Babilys
- 1964 : Les Parapluies de Cherbourg de Jacques Demy : Tante Élise
- 1971 : Un peu de soleil dans l'eau froide de Jacques Deray

### Télévision
- 1961 : L’histoire dépasse la fiction : Les Concini de Jean Kerchbron
- 1961 : Le Temps des copains de Robert Guez : Madame Chantournel
- 1964 : Mademoiselle Molière de Jean-Paul Sassy
- 1964 : La Chambre de Michel Mitrani
- 1965 : Mademoiselle de La Ferté de Gilbert Pineau
- 1967 : L'Homme aux cheveux gris de Max Leclerc
- 1967 : L'Âne Culotte
- 1967 : L'Ami Fritz de Georges Folgoas
- 1967 : Rue Barrée (La tante de Marlène Jobert)
- 1973 : Lucien Leuwen, téléfilm de Claude Autant-Lara

## Théâtre
- 1936 : Saint-Alphonse d'Henri Falk, Théâtre Pigalle
- 1943 : Le Soulier de satin de Paul Claudel, mise en scène Jean-Louis Barrault, Comédie-Française
- 1944 : Le Bourgeois gentilhomme de Molière, mise en scène Pierre Bertin, Comédie-Française
- 1944 : Le Malade imaginaire de Molière, mise en scène Jean Meyer, Comédie-Française
- 1946 : Le Voyage de monsieur Perrichon d'Eugène Labiche et Édouard Martin, mise en scène Jean Meyer, Comédie-Française
- 1947 : Messieurs, mon mari d'Eddy Ghilain, Théâtre de Paris
- 1947 : Revue de Rip, mise en scène Robert Pisani, Théâtre de l'Étoile
- 1949 : Toâ de Sacha Guitry, Théâtre du Gymnase
- 1951 : Le Congrès de Clermont-Ferrand de Marcel Franck, mise en scène Christian Gérard, Théâtre de la Potinière
- 1958 : Lady Godiva de Jean Canolle, mise en scène Michel de Ré, Théâtre de Paris
- 1959 : L'École des morts de Philippe Charvet, mise en scène Jacques Sarthou, Petit Théâtre de Paris
- 1965 : Le Sacristain bossu de E.G. Berreby, mise en scène André Villiers, Théâtre en Rond